# Бомонт (Калифорнија)
Бомонт (енгл. Beaumont) град је у америчкој савезној држави Калифорнија. По попису становништва из 2010. у њему је живело 36.877 становника.

## Демографија
Према попису становништва из 2010. у граду је живело 36.877 становника, што је 25.493 (223,9%) становника више него 2000. године.
| Група             | 2000.         | 2010.          |
| Белци             | 6.334 (55,6%) | 15.831 (42,9%) |
| Афроамериканци    | 331 (2,9%)    | 2.276 (6,2%)   |
| Азијати           | 189 (1,7%)    | 2.845 (7,7%)   |
| Хиспаноамериканци | 4.122 (36,2%) | 14.864 (40,3%) |
| Укупно            | 11.384        | 36.877         |